# Daniel Hildebrand

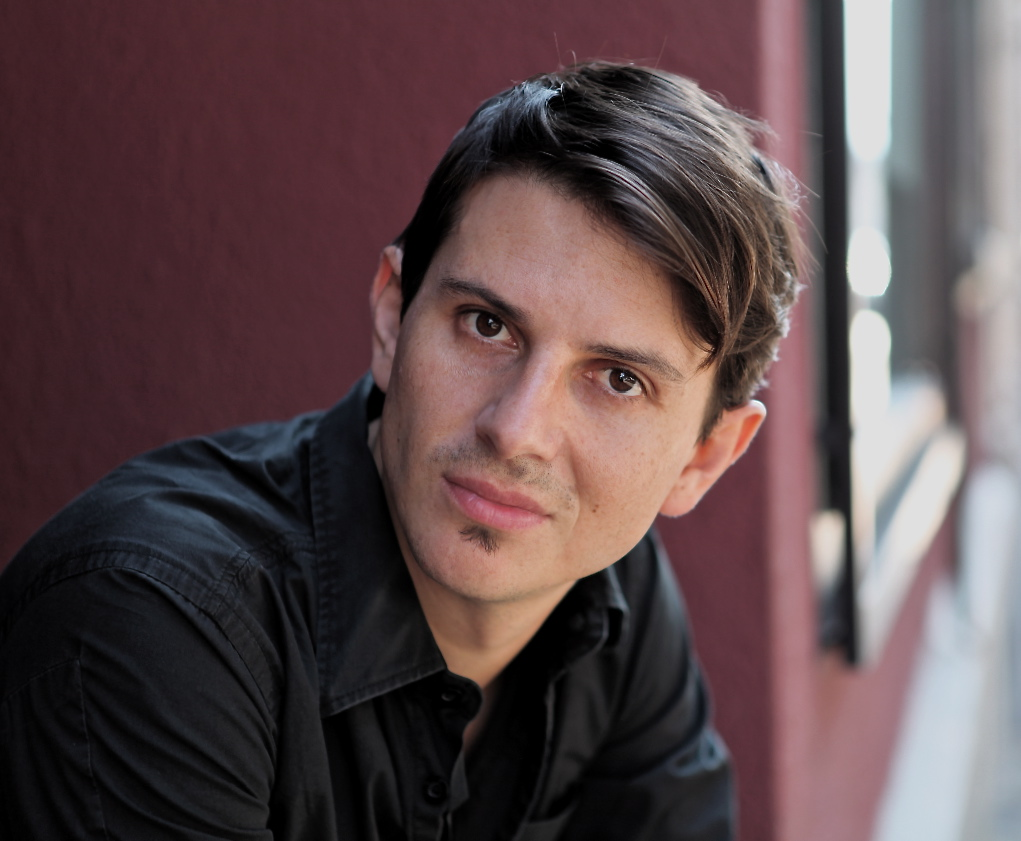
Daniel Hildebrand

Daniel Hildebrand (* 1977) ist ein Schweizer Musiker.

## Leben
Daniel Hildebrand ist ein Virtuose der Mundharmonika. Beeinflusst durch Blues, Jazz und Musik verschiedener Länder kreierte er seine eigene innovative Klangsprache. Mit einem Arsenal verschiedener Mundharmonikas, kleinen Inszenierungen sowie Beatboxing und Live-Looping fasziniert er sein Publikum.
Daniel Hildebrand komponiert, beherrscht diverse Stilrichtungen und macht Theater-, Tanz- sowie Filmmusik. Er tritt seit Jahren erfolgreich mit seinem Solo-Programm oder mit unterschiedlichsten Formationen bis hin zum Sinfonieorchester auf. Daneben arbeitet er engagiert als Musiklehrer und Dozent für Musikpädagogik.

## Diskografie
- Daniel Hildebrand Trio mit Michele Pagliarulo (Piano) und Jorgos Mikirozis (Perkussion)
- Trostmaterial, Libsig/Lässer/Hildebrand
- Daniel Hildebrand Solo
- Hildebrand Quartett - Carita mit Alain von Ritter (Piano), Michel Lehner (Bass) und Jost Müller (Drums)
- weitere CD-Projekte:  mit Nils Althaus, 21st Century Orchestra, Dodo, Famara, Max Lässer, Valeri Tolstov, Feelx, Papercut, Stella Cruz, Ezequiel Rodrigues & Banda Paraguassu, Floriano Inacio, Micha Sportelli, Deniz Simon, Musique en route, Lova & Marc Rossier, pieds nus, Jack Heaton, Thomas Biasotto, Timothy Jaromir ...

## Auszeichnungen
- 2006 mit Simon Libsig zum Proargovia-Artist (Kulturpreis des Kantons Aargau) gewählt
- 2004 Gala der Alleinunterhalter in Wetzikon: 1. Platz
- 1997 World Harmonica Festival in Trossingen: 1. Platz
- 1995 European Harmonica Festival in Trossingen: 1. Platz